# 襄城区
襄城区（じょうじょう-く）は中華人民共和国湖北省襄陽市に位置する市轄区。

## 歴史
1984年、襄樊市（現在の襄陽市）に襄城区・樊東区・樊西区・郊区が設置された。1995年10月22日、襄城区・樊東区・樊西区・郊区を廃止、襄城区及び樊城区に改編された。旧襄城区及び郊区の龐公・檀渓・尹集の3郷が襄城区の管轄区域とされた。

## 行政区画
- 街道:真武山街道、古城街道、龐公街道、檀渓街道、隆中街道、余家湖街道
- 鎮:欧廟鎮、臥竜鎮
- 郷:尹集郷